# San Fernando de Atabapo
San Fernando de Atabapo – miasto w Wenezueli, w stanie Amazonas, siedziba gminy Atabapo.
Według danych szacunkowych na rok 2011 liczyło 4 200 mieszkańców..